# Hui-kuo
Hui-kuo (kínaiul 惠果 Huìguǒ, 746–805) kínai buddhista szerzetes a Tang-dinasztia idején élt; ő volt a Hsziming ezoterikus buddhista templom egyik mestere (a másik Pradzsná, indiai szerzetes volt), s tanította Kúkait is – aki aztán Japánban megalapította a singon iskolát.
Hui-kuo 9 éves korában kezdte buddhista tanulmányait; először Amoghavadzsra egyik rangidős tanítványától, majd később magától az indiai mestertől tanult. 766-ban, 20 éves korára Hui-kuo már hivatalosan is felszentelt papnak számított, s alaposan ismerte a Méhbirodalom és Gyémántbirodalom mandalákat; ugyanebben az évben Amoghavadzsra végül teljesen beavatta az ezoterikus rendbe.
Idővel Hui-kuo kiválósága nem csak kínai diákokat vonzott, érkeztek hozzá Koreából, Közép-Ázsiából, sőt még Jávárólis. A Japánból Kínába érkezett Kúkai 805-ben ismerte meg, s találkozásukról a következőképp írt:
Amint [Hui-kuo] apát meglátott, mosolygott és örömmel azt mondta: „Izgatottan várakoztam, mióta hallottam érkezésedről. Mily nagyszerű, mily nagyszerű, hogy ma végre találkoztunk! Életem hamarosan véget ér, s mégsincs olyan tanítványom, kinek a Tant átadhatnám. Ne késlekedjünk, készítsd a füstölő- és virágáldozatokat a mandalákba való Abhiseka belépésedhez.”
(Az Abhiseka egy beavatási szertartás, a „mandalák” pedig a két birodalom mandalájára vonatkozik.)
Kúkai elmondása szerint Hui-kuo már nagyon rég óta tudta és várta, hogy megérkezzen. A beavatást nyolc hónapnyi intenzív tanítás követte, majd Hui-kuo utódjának nevezte ki Kúkait. A kínai naptár szerinti 12. hónapban még halála előtt Hui-kuo egy a Buddháról készült neves ereklyét, illetve számtalan festményt, szobrokat, szövegeket, mandalákat és rituális eszközöket adott Kúkainak, aki mindezekkel visszatért Japánba. Bár a tantrikus hagyomány döntőrészt megszűnt Kínában, az ágazat a Kúkai által Japánban alapított singon iskolán keresztül fennmaradt.